# Berryville (Arkansas)
Berryville és una població dels Estats Units a l'estat d'Arkansas. Segons el cens del 2000 tenia 4.433 habitants.

## Demografia
Segons el cens del 2000, Berryville tenia 4.433 habitants, 1.710 habitatges, i 1.113 famílies. La densitat de població era de 386,4 habitants/km².
Dels 1.710 habitatges en un 32,5% hi vivien nens de menys de 18 anys, en un 49,4% hi vivien parelles casades, en un 11,5% dones solteres, i en un 34,9% no eren unitats familiars. En el 30,3% dels habitatges hi vivien persones soles el 16,4% de les quals corresponia a persones de 65 anys o més que vivien soles. El nombre mitjà de persones vivint en cada habitatge era de 2,52 i el nombre mitjà de persones que vivien en cada família era de 3,14.
Per edats la població es repartia de la següent manera: un 25,9% tenia menys de 18 anys, un 10,1% entre 18 i 24, un 27,3% entre 25 i 44, un 19,1% de 45 a 60 i un 17,7% 65 anys o més.
L'edat mediana era de 35 anys. Per cada 100 dones de 18 o més anys hi havia 89,9 homes.
La renda mediana per habitatge era de 26.408 $ i la renda mediana per família de 32.468 $. Els homes tenien una renda mediana de 20.430 $ mentre que les dones 17.722 $. La renda per capita de la població era de 13.873 $. Entorn del 15,8% de les famílies i el 21,1% de la població estaven per davall del llindar de pobresa.

## Poblacions més properes
El següent diagrama mostra les poblacions més properes.